# Paua

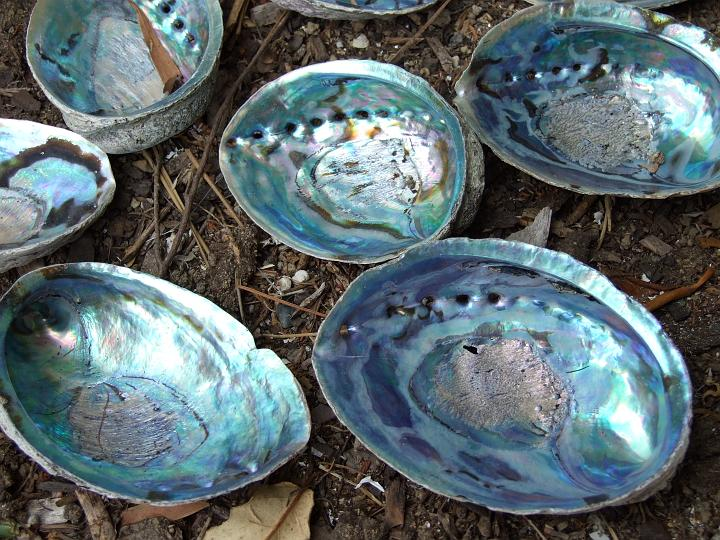
Plusieurs coquilles de paua (dans ce cas, Haliotis iris) dont on voit la nacre

Paua (en maori pāua) est le nom maori donné à trois espèces de mollusques gastéropodes marins appartenant à la famille Haliotididae (genre Haliotis) et endémiques aux côtes néo-zélandaises.
Le paua ou pahua désigne également dans la plupart des langues polynésienne le  bénitier (Tridacna). Cet article ne traite que du paua dans le contexte néo-zélandais.

## Espèces
| Nom vernaculaire | Binominal          | Autres noms anglais et maori                      |
| ---------------- | ------------------ | ------------------------------------------------- |
| Paua             | Haliotis iris      | Blackfoot Paua                                    |
| Queen paua       | Haliotis australis | Silver Paua, Yellow Foot Paua, Hihiwa & Karariwha |
| Virgin paua      | Haliotis virginea  | Whitefoot pāua, marapeka, koio                    |

La plus connue et la plus répandue est Haliotis iris.

## Description
L'exosquelette (le coquillage) du paua est de forme ovale, l'extérieur étant recouvert d'incrustations grises. À l'intérieur, la nacre est un mélange iridescent de plusieurs couleurs, dont le vert, le bleu, le violet, et parfois le rose.
Les paua se trouvent le plus souvent dans les eaux peu profondes des côtes accidentées, à une profondeur allant de 1 à 15 m. Ils résistent aux fortes vagues et marées en s'attachant aux roches avec leur pied. Ils s'alimentent d'algues.

## Pêche
La pêche au paua se fait de manière commerciale et informelle, mais il y a de strictes limites placées sur les deux. Pour la pêche informelle, la limite est établie à dix paua par personne par jour. La taille minimale des pauas pêchés est de 125 mm pour Haliotis iris et de 80 mm pour Haliotis australis. Le paua ne peut être pêché qu'en nageant en apnée. Il est illégal de les pêcher en scaphandre autonome.
Il y a un grand marché noir de la pêche et exportation du paua. Le braconnage de paua est une industrie importante en Nouvelle-Zélande, plusieurs milliers de paua (souvent en dessous de la taille minimum) étant braconnés chaque année. Les Maori ont légalement le droit de pêcher le paua, mais les abus des limites imposées sont difficiles à repérer. Des officiers du Ministry of Fisheries et la police sont chargés de faire respecter la réglementation. Parmi les condamnations prononcées, la confiscation du matériel de plongée, des bateaux et des automobiles, de fortes amendes et parfois des peines de prison. Le ministère prévoyait pour l'année 2004/2005 le braconnage d'environ mille tonnes de paua, dont 75 % en dessous de la taille minimum.

## Usage
Les Maori considèrent le paua comme un « taonga », ou « trésor ». Ce sont des « kai moana » (fruits de mer) ainsi qu'une ressource précieuse pour les arts. La nacre du paua est souvent utilisée pour représenter les yeux des sculptures et est associé aux étoiles, ou « whetu », représentant les yeux des ancêtres observant le monde depuis le ciel nocturne.
Les coquilles polies de paua sont un souvenir populaire et légal, mais l'exportation de coquillages non traités est illégale.